# Parece que fue ayer
Parece que fue ayer fue una miniserie ecuatoriana producida por la cadena Ecuavisa, con motivo del proyecto para la celebración del bicentenario del país.
La serie fue protagonizada por Diego Naranjo y Monserrat Serra y estuvo inspirada por la serie estadounidense The Wonder Years (emitida entre 1988 y 1993) y la serie española Cuéntame cómo pasó (en emisión desde 2001), pero centrada en eventos ocurridos en Ecuador desde la visión de los Álvarez Monroy, una familia de clase media que vivía en Quito.
La intención original de los productores era lanzar una teleserie en 2011 con una primera temporada de doce episodios, pero debido a errores y desacuerdos internos de producción, sumados a una audiencia inferior a la esperada, provocada por la inadecuada promoción del programa, fue acortada a una temporada única de cuatro episodios, que fueron emitidos entre febrero y marzo de 2013.
Entre los actores del programa figuraron varios rostros conocidos del popular show web Enchufe TV.

## Argumento
La serie cuenta la historia de una familia de seis miembros de clase media ubicada en el Quito de 1972, en medio de la dictadura militar del General Guillermo Rodríguez Lara, el boom petrolero ecuatoriano y la política anticomunista de la Alianza para el Progreso en medio de la Guerra Fría, así como otros relacionados como los Juegos Olímpicos de Munich de 1972 y la participación de los deportistas ecuatorianos Abdalá Bucaram y Jorge Delgado, la Guerra de Vietnam, la colonización agrícola de zonas del interior del país como Santo Domingo de los Tsáchilas, el golpe militar de Chile encabezado por Augusto Pinochet, entre otros.

## Personajes
- Antonio Álvarez Monroy: Abnegado padre de familia ambateño de 45 años que tuvo que migrar a la capital del país debido a la necesidad económica y a un constante anhelo de progreso y días mejores. Reparte su tiempo cumpliendo funciones empleado público mal pagado por las mañanas en el Ministerio de Gobierno y en una imprenta por las tardes.

- Mercedes de Álvarez: Guayaquileña de 41 años, que al igual que su esposo, tiene como valores de vida la honestidad y el trabajo. Mercedes es el ejemplo de la mujer emprendedora y soporte de familia que tiene que luchar contra los prejuicios de una sociedad machista y de poca inclusión a la mujer. Ella será el motor de muchas decisiones que llevarán a la familia Álvarez hacia el progreso y muchas veces hacia el riesgo de perderlo todo.

- María Inés Álvarez, 23 años, la mayor de los hijos, será un ejemplo de la mujer liberal a quien las ideas y sueños diferentes la pondrán constantemente en conflicto frente a las ideas tradicionales que se tenía hacia la mujer en la sociedad de esa época.

- Mauricio Álvarez, estudiante universitario de derecho de 19 años, modelo del adolescente rebelde y fanático de los movimientos de izquierda, siempre con el sueño de un Ecuador más justo.

- Carlitos Álvarez, el menor de los hijos, quien en su voz de adulto es el encargado de narrar las vivencias de la familia.

- Pilar, guayaquileña de 67 años, madre de Mercedes, que acompaña a los Álvarez en sus distintas vivencias. Pilar es la voz del pasado, el miedo al cambio, la experiencia y la sabiduría. Constantemente es el cable a tierra para cualquiera de los miembros de la familia.

## Producción
- Mezcla y sonido directo: Diego Rodríguez Estrada y Francisco Sandoval
- Tema principal: "Parece que fue ayer", interpretado por Hugo Idrovo
- Musicalización: Miguel Sevilla
- Dirección de Arte: Roberto Frisone y Pablo Secaira
- Director de Fotografía: Paúl Gallegos
- Dirección actoral: Susana Pautasso
- Gaffer: Luis Chalacán
- Jefatura de operaciones: Julia Carrera
- Coordinadora de Producción: Jenny Ayala
- Investigación: Lily Flor y Esteban Jaramillo
- Asesoría de Guion: Aída Naredo y Mauricio Soriano
- Jefe de maquillaje: Darío Boada
- Guiones y Argumentos: Michael Endara, Esteban Jaramillo, Alfredo León y Santiago Paladines

## Crítica y legado
Ante el éxito de series internacionales de formato similar (la española Cuéntame y la chilena Los 80), la expectativa de los televidentes que ya conocían estos programas por una versión local era enorme, especialmente por el aporte que el programa podría haber brindado a la preservación de la memoria histórica nacional. Sin embargo, la insuficiente promoción que la televisora local Ecuavisa hizo de la serie, apoyada en el supuesto desinterés que un público como el ecuatoriano tendría con un drama histórico, sumado a varios cambios provocados por el probable retraso de la producción y a la prioridad que el canal otorgó a otras producciones que se desarrollaban, terminaron finalmente por casi suspender por completo la emisión del programa, que finalmente fue emitido en 2013.
En 2019, Ecuavisa estrenó la quinta temporada de la serie 3 familias, El origen, que a manera de precuela del programa, recurre a varios recursos similares a los de Parece que fue ayer, como el uso de imágenes de archivo de los años setenta y ochenta.

## Transmisión
Del martes 12 de febrero de 2013 al domingo 3 de marzo de 2013.